# جورج إم. فوستر
جورج إم. فوستر (بالإنجليزية: George M. Foster)‏ هو عالم إنسان أمريكي، ولد في 9 أكتوبر 1913، وتوفي في 18 مايو 2006.